# Neoplectops nudinerva
Neoplectops nudinerva är en tvåvingeart som först beskrevs av Louis-Paul Mesnil 1956.  Neoplectops nudinerva ingår i släktet Neoplectops och familjen parasitflugor. Inga underarter finns listade i Catalogue of Life.